# 石田新太郎とシティライツ
石田新太郎とシティライツ（いしだしんたろうとシティライツ）は日本のカントリー・ミュージック・バンド。
ペダル・スティール・ギター奏者である石田新太郎がリーダーの1960年代後半から継続しているカントリー・ミュージックバンド。
当初、いろいろな歌手をボーカルに活動していたが、1990年代以降、長女の石田美也がボーカルを担当し、米軍基地や都内中心のライブ等の他に、江東区共催「ティアラこうとう」コンサートを1996年からスタートさせている。

## I SAW THE LIGHT Concert
ティアラこうとうを会場に、現在まで8000人の観客動員がある長寿コンサートを継続している。日本のルーツミュージックの演奏者の魅力を発信し、国際化につながるレガシーを創出する事業として認定も受けた日本を代表するコンサートの一つである。
（第57回コンサート情報）

■公益財団法人東京都歴史文化財団 アーツカウンシル東京【東京ライブ・ステージ応援助成】事業 （2023/2024/2025年）
■文化庁令和3年度AFF２ 参加事業（2021年）
■内閣官房東京オリンピック競技大会・東京パラリンピック競技大会推進本部事務局beyond2020（2020/2021年）
■公益財団法人東京都歴史文化財団 アーツカウンシル東京 主催 芸術文化活動支援事業「アートにエールを！東京プロジェクト ステージ型」２年連続採択（2020/2021年）
■文化庁令和2年度AFF 参加事業（2020年）

## 沿革
1967年、当時ジミー時田とマウンテン・プレイボーイズのメンバーであった石田新太郎が、ジミー時田渡米により活動休止となったため、自身のバンド石田新太郎とシティライツを結成。1970・1980年代にテレビやラジオ、ステージで活動。来日したタニヤ・タッカーやチャーリー・プライドなど本場のカントリー歌手の伴奏も数多く行う。
1971年、第3回全日本フォークジャンボリー（中津川フォークジャンボリー）にシティ・ライツで出演（メインステージ、フォークステージの両方で出演。「唄の市」アルバムにも収録されている。出演者：小室等と六文銭、シティーライツ、古井戸、よしだたくろう、ピピ＆コット、泉谷しげる）。
1976年、小坂一也、寺本圭一、ジミー時田、石田新太郎 / オールド・ボーイ (FOR LIFE FLL-5002、1976)
1975年、紅白歌合戦にはチェリッシュの伴奏で出場。加山雄三や高木麻早の全国ツアーにも参加。
1976年、V.A. / 日本のウエスタン歌手たち: 進駐軍華やかなりし頃 (日本ビクター SPX-1034、1976)
1981年、石田新太郎が寺内タケシとブルージーンズのワールドツアー参加。
1983年、V.A. / TOKYOジャンボリー'83 (東芝EMI EWS-66027/8、1983)
1987年渡米。米国セントルイスのインターナショナル・スチールギター・コンベンションに出演
1992年、第二期シティライツ、娘の石田美也がボーカルを担当。テレビ、ラジオ等出演の他、江東区のコンサート開始、現在まで25年以上継続。
2020年、アルバム『THE CITYLITES』に収録されている「Jolene（Cover)」がスロベニアで配信1位（2023年）、ウガンダ、オランダ、スペイン、バーレーン、フランス、ポーランドにもそれぞれチャートインしている。
2021年、石田新太郎スチールギターアルバム「Pedal Steel Country Rock」（Grand Ole Opry：Kerry Marx推薦）米国日本同時発売。ペダルスティールの第一人者。
1960年代より継続している日本のカントリー・ミュージックバンドの中で唯一プロ団体として継続しているバンド。

## 石田新太郎
ジミー時田とマウンテン・プレイボーイズにスティール・ギターで参加。ジミーの渡米でバンドが休止したため、自身のバンド「シティライツ」を結成。
スタジオ・ミュージシャンとしてカントリー・ミュージックの他、フォーク、ポップスのアルバム（山口百恵、浜田省吾、海援隊、西岡たかし、六文銭、高田みづえ、アグネス・チャン、小坂一也、ビリーバンバン、かまやつひろし、中島みゆき、堀内孝雄、高木麻早、高木ブー、広瀬香美等）に参加。
1981年より寺内タケシとブルージーンズに参加、アルバム参加、テラオン株式会社社長業兼任（〜2018年）
2019年よりシティライツ音楽事務所設立、カントリー・ミュージックを中心としたプロデュース等を行う（高橋和也主演2014年ハンク・ウィリアムズ物語、等）。

## ディスコグラフィー
- 最強ウエスタン峠の我が家～北風
- KIEYO sings country favorites/尾崎紀世彦　演奏：シティライツ（1973年）
- 幻の大リサイタル/土居まさる　演奏：シティライツ（1974年）
- 「唄の市　第一集」(A-2)今旅に出るよ（シティ・ライツ）
- 亜米利加演歌(LP)コロムビア CD-7133（1975年）
- 亜米利加演歌(LP)シティライツ/自然に帰る RS-1123
- V.A. / 日本のウエスタン歌手たち: 進駐軍華やかなりし頃 (日本ビクター SPX-1034)（1976年）
- カントリー＆ウエスタン名曲集(LP)
- なんとかやらなくちゃ(EP)
- 小坂一也、寺本圭一、ジミー時田、石田新太郎 / オールド・ボーイ(フォーライフ・レコード FLL-5002)（1976年）
- ウエスタンスペシャル"石田新太郎&シティライツベスト1" (テラオン TRPCD-0601)（2005年）
- ウエスタンスペシャルII"石田新太郎&シティライツカントリー名曲集" (テラオン TRPCD-0603)（2009年）
- TOKYO/NASHVILLE 石田新太郎ペダルスチール演奏アルバム(Citylites Record CLCD-0202)（2010年）
- Music Box Dancer 素晴らしきスチールギターの世界「愛のオルゴール」(Citylites Record)（2014年）
- THE CITYLITES(Citylites Record)（2020年）
- Pedal Steel Country Rock(Citylites Record)（2021年）
- THE ROUTES(Citylites Record)（2022年）

### 配信限定シングル
- Faded Love(Cover)（Bob Wills）（2021年）
- You Ain't Goin' Nowhere(Cover)（DYLAN BOB）（2021年）
- Teach Your Children(Cover)（Graham William Nash）（2022年）
- 鹿児島小原節(Cover)（編曲：石田新太郎）（2023年）
- 虹の彼方へ Over The Rainbow(Cover)（ARLEN HAROLD）（2024年）